# 11 км (роз'їзд)
11 км — роз'їзд Запорізької дирекції Придніпровської залізниці на електрифікованій лінії Вільнянськ — Імені Анатолія Алімова між зупинними пунктами Платформа 13 км (2 км) та Платформа 9 км (2 км). Розташований в селі Матвіївка Запорізького району Запорізької області. На роз'їзді здійснюються  схрещення (пропуск) зустрічних приміських або вантажних поїздів у парному або непарному напрямках на одноколійній лінії.

## Пасажирське сполучення
На роз'їзді 11 км зупиняються приміські електропоїзди Синельниківського напрямку.